# أ بوبرا دو كارامينيال
بلدية أ بوبرا دو كارامينيال (بالإسبانية: A Pobra do Caramiñal)‏، هي إحدى بلديات مقاطعة لا كرونيا إحدى مقاطعات إسبانيا، والتي تقع في منطقة جليقية شمال غرب إسبانيا.
يبلغ عدد سكانها 10.006 نسمة وفقًا لإحصائية سنة (2002).

## أعلام
- خوسيه إغناسيو بيليتيرو